# Ligue de la Nouvelle-Angleterre
La Ligue de la Nouvelle-Angleterre (New England League en anglais) est une ancienne ligue de baseball professionnelle américaine qui a existé de 1886 à 1949 dans cinq des six États de la Nouvelle-Angleterre.